# 新学力観
新学力観（しんがくりょくかん）は、臨時教育審議会答申や1987年の教育課程審議会答申で提起され、1989年改定の学習指導要領に採用された学力観のこと。

## 概要
「旧来の学力観が知識や技能を中心にしていた」として、それに代えて学習過程や変化への対応力の育成などを重視しようと考える学力観である。
新学力観では児童・生徒の思考力や問題解決能力などを重視し、生徒の個性を重視するとしている。学習内容については体験的な学習や問題解決学習などの占める割合が従来よりも多くなり、評価についても関心・意欲・態度を重視する方向を打ち出している。それに伴い教師の役割も、旧来の指導から支援・援助の姿勢への転換を打ち出している。
新学力観が提起された社会的な背景として、社会の急激な変化があげられる。「社会の急速な変化が既習内容をすぐに古いものにしてしまう」という問題意識から、変化に対応する諸能力を重視するという考え方が提起された。
一方で新学力観に対しては、「基礎・基本を軽視しているため、学力低下の原因となっている」「関心・意欲・態度の客観的評価は困難で、授業での挙手回数などの形で関心・意欲・態度を測ることになり、新たなゆがみを生んでいる」などの批判も生まれている。

## PISAの学力観との類似性の指摘
学力低下論の論拠の一つともなっているOECD生徒の学習到達度調査、いわゆるPISA調査であるが、その出題傾向を見ると、むしろPISAが見ようとしているのは新学力観が言うような意味での学力に近いと教育学者の藤田英典は指摘している。

## 注
1. ↑  藤田英典『義務教育を問いなおす』ちくま新書、2005年